# 스량차이

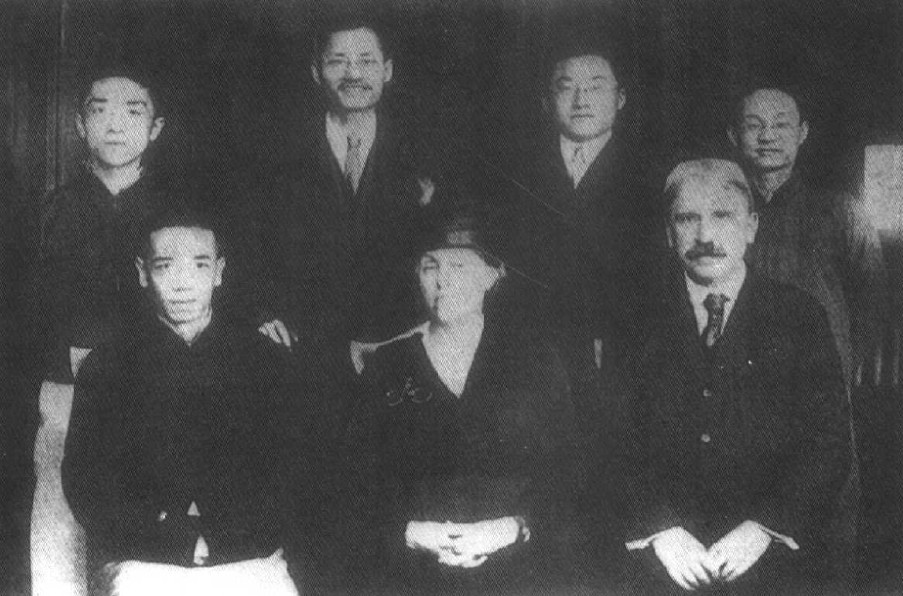
좌하단이 스량차이

스량차이(史量才, 1880년 1월 2일~1934년 11월 13일)는  상하이시 칭푸구 태생의 중화민국의 언론인으로 신보(申報)의 사장이었을 때 장제스의 심복에 의해 살해당한 것으로 알려져 있다.
원래 정치적 사안에는 거리를 두던 상업지 신보는 만주사변과 상하이 사변이 일어난 후 항일을 강력히 요구했고, 중국국민당이 일당 독재를 중지하고 헌정을 앞당겨야 한다는 여론을 대변했다. 또 중공 토벌은 중시하고 일본의 침략에 대해 미온적인 안내양외 정책도 비판했다. 사장 암살까지 나간 것은 신문의 논조 외에 스량차이가 장제스의 정적 쑹칭링과 연계해 민권 보장과 항일 촉구 활동을 한 점도 작용했다. 뿐만 아니라 영향력이 큰 신문사를 과녁으로 삼아 전체 언론계의 전의를 상실케 하려는 의도도 컸다.